# گاسدونکا
گاسدونکا شهری در شهرستان زیمتنگا در استان بام در بورکینافاسوی شمالی است و جمعیت آن ۱۸۶ نفر است.